# デヤン・ドラジッチ
デヤン・ドラジッチ（Dejan Dražić 、1995年9月26日 - ）は、セルビア・アリブナル出身のプロサッカー選手。エスニコス・アフナFC所属。ポジションはFW。

## 経歴

### クラブ
パルチザン・ベオグラードの下部組織で育成されたが、トップ昇格は出来なかった。パルチザン退団後、FCルビン・カザンのトライアルを受けるも契約には至らず、母国に戻りOFKベオグラードとプロ契約を結んだ。
2015年8月7日、セルタ・デ・ビーゴと5年契約を結んだ。2016年8月30日、レアル・バリャドリードにレンタル移籍。

### 代表
2014年、UEFA U-19欧州選手権に参加、3試合に出場した。